# Wilhelm Schomerus
Wilhelm Heinrich Schomerus (* 22. Oktober 1864 in Marienhafe; † 12. Mai 1943 in Aurich) war ein deutscher lutherischer Theologe und Generalsuperintendent der Generaldiözese Aurich der Evangelisch-lutherischen Landeskirche Hannovers.

## Leben
Er war das zweite von 14 Kindern des Marienhafener Arztes Cornelius Poppäus Schomerus (1835–1920) und dessen Ehefrau Friederike Ries. Zu seinen Brüdern zählen der Bevollmächtigte der Carl-Zeiss-Stiftung Friedrich Schomerus, der Indologe und Missionswissenschaftler Hilko Wiardo Schomerus und der Missionsdirektor Christoph Bernhard Schomerus (1871–1944).
Schomerus studierte Theologie und wurde während seines Studiums in Göttingen 1883 Mitglied der Schwarzburgbund-Verbindung Burschenschaft Germania. Nach seinem Studium wurde er 1889 Pastor in Hage, 1901 dritter, 1903 zweiter Pastor in Norden (Ostfriesland), 1918 erster Pastor und Superintendent. Von 1925 bis 1933 war er Generalsuperintendent in Aurich. Ab 1925 gehörte er zugleich als geistliches Mitglied dem Landeskirchenamt Hannover an. Zum 1. Oktober 1933 wurde er von den Nationalsozialisten in den Ruhestand versetzt. Schon vor der Machtübernahme hatte der konservative Lutheraner Schomerus die Unvereinbarkeit des Evangeliums mit dem völkischen Denken ausdrücklich betont. Im Kirchenkampf wurde er ein führendes Mitglied der Bekenntnisgemeinschaft in Ostfriesland.
Schomerus heiratete am 5. Oktober 1892 Ida Ulrike Jelden (1865–1951), mit der er vier Söhne und fünf Töchter hatte.

## Werke
- Unsere Kirche im Geisteskampf der Gegenwart. Aurich um 1920.
- Was haben wir an unserer Kirche? Aurich 1935.